# American Football Association
L'American Football Association (AFA), en català Associació Americana de Futbol, va ser el primer intent als Estats Units de formar un organisme regulador del futbol. És més coneguda per ser la segona lliga esportiva més antiga a formar-se, darrere de la Lliga Nacional de Beisbol el 1876, a més de ser la lliga de futbol més antiga dels Estats Units.
L'Associació es va formar el 1884 en un intent de normalitzar les regles i procediments. Es va aliar amb The Football Association, esdevenint-ne membre el 22 de febrer de 1909, en una reunió de la FA presidida per Charles Clegg, i es va basar en l'enfocament que tenia aquesta organització del joc. Com a part dels seus esforços, l'AFA va organitzar directament competicions tant de lliga com de copa, a més de supervisar les operacions de les lligues membres. El 1884 va establir la Copa Americana (American Cup), que durant dècades va ser la competència de futbol més important dels Estats Units. La debilitat de l'AFA radicava en la seva negativa a expandir-se fora de la regió sud de Nova Anglaterra. Quan un moviment va començar a crear un òrgan de govern nacional el 1911, l'AFA es va trobar se sobte davant de la recent creada American Amateur Football Association (AAFA), un organisme que es va convertir ràpidament en nacional. L'AFA va argumentar que havia de ser reconeguda per la FIFA. No obstant això, diverses organitzacions membres van abandonar l'AFA i van passar a l'AAFA el 1912. L'AAFA es va reformar ràpidament per convertir-se en  Associació de Futbol dels Estats Units, rebent el reconeixement de la FIFA el 1913. L'AFA continuà dirigint la Copa Americana fins al 1925, però en aquell moment ja havia estat superada en importància per la National Challenge Cup i la National Amateur Cup.

## Equips
Els 6 equips originaris de l'AFA, 1884
| Equip                  | Ciutat               |
| ---------------------- | -------------------- |
| Clark O.N.T.           | Newark, New Jersey   |
| Caledonian Thistles    | Paterson, New Jersey |
| Domestics              | Newark, New Jersey   |
| Kearny Rangers         | Kearney, New Jersey  |
| New York Football Club | Nova York            |
| Paterson Football Club | Paterson, New Jersey |